# Syndykacja
Syndykacja (ang. web syndication) – rozwiązanie stosowane w Internecie, wykorzystujące architekturę klient-serwer i służące do gromadzenia przez użytkownika (klienta) treści z wielu różnych źródeł (serwerów). Rolą serwera jest przygotowywanie i udostępnianie wybranych treści klientom. Głównymi technologiami, które wykorzystują syndykację są RSS i Atom.

## Przykład
Klientem może być osoba, która przegląda informacje prasowe z wielu serwisów internetowych. Osoba ta używa programu, który zbiera informacje z wielu serwerów jednocześnie i udostępnia je w jednym miejscu, przedstawiając wszystkie te informacje w oknie na ekranie monitora. 
W tym przykładzie serwerami są serwisy gazet i czasopism, które udostępniają swoje artykuły (informacje) czytelnikom (klientom).